# Hudikgymnasiet

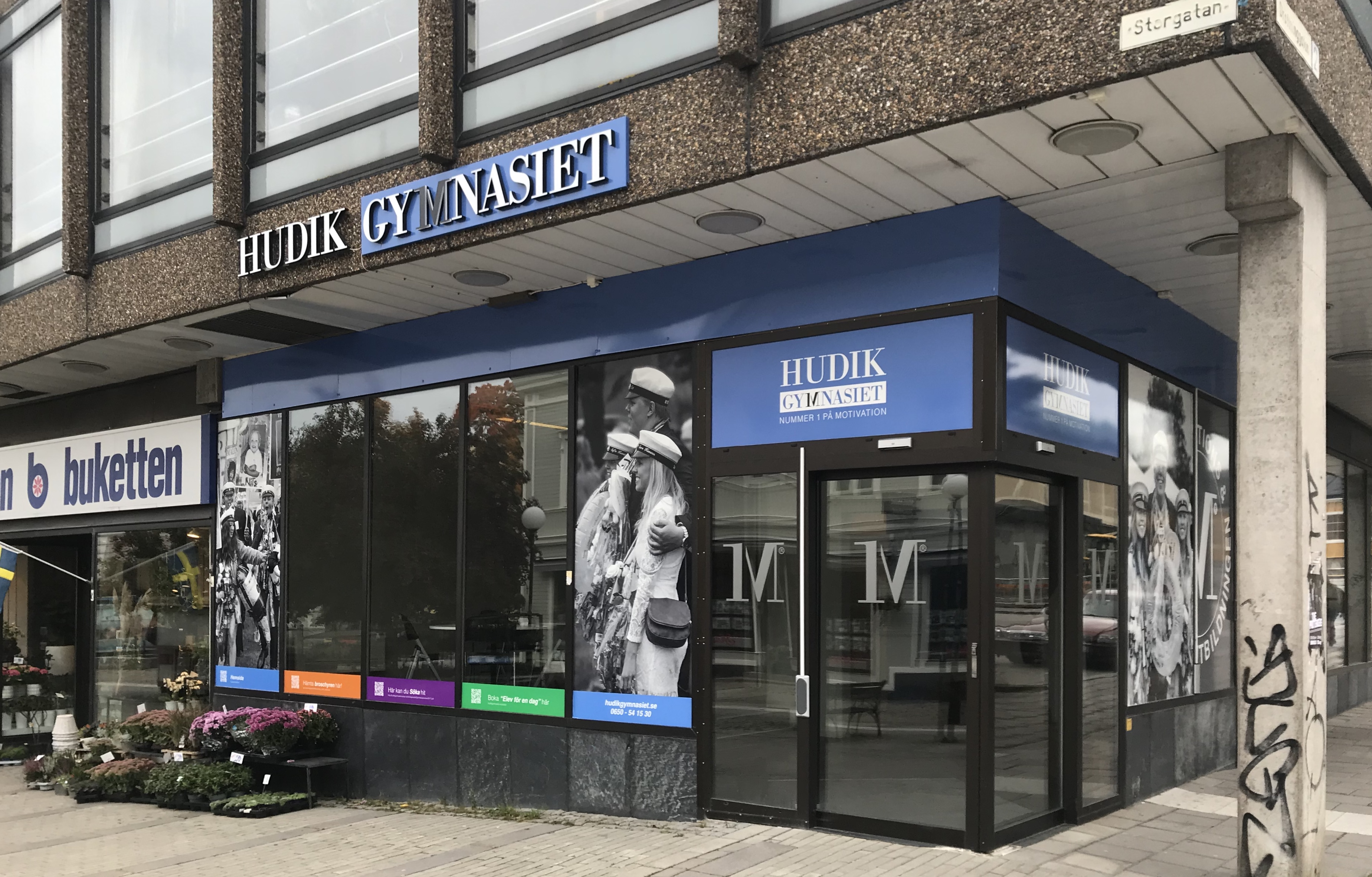
Hudikgymnasiet

Hudikgymnasiet är en fristående gymnasieskola som ligger mitt i centrala Hudiksvall. Gymnasiet startades år 2006 av Lena Lingman och Anita Westerberg, gymnasiet hette då Glada Hudikgymnasiet, men bytte under 2015 namn till Hudikgymnasiet. På gymnasiet går cirka 130 elever fördelade på fem gymnasieprogram. På gymnasiet arbetar 15 lärare
2009 tilldelades Glada Hudikgymnasiet kvalitetsutmärkelsen "Bättre Skola 2009" av stiftelsen SIQ och Skolverket. 2013 tilldelades man utmärkelsen "Svensk Kvalitet" som är Sveriges mest prestigefyllda kvalitetsutmärkelse som utdelades av Kung Carl XVI Gustaf.
Vad som särskiljer Glada Hudikgymnasiet är att samtliga elever genomgår en ledarskapsutbildning på sammanlagt mer än 400 timmar, utspritt under hela skoltiden. Alla elever har en egen arbetsdator.
Program på skolan: Ekonomiprogrammet med inriktning på ekonomi eller juridik. Estetiska programmet med inriktning på ljud och studio, grafisk design eller musik. Samhällsprogrammet med inriktning på beteendevetenskap. Barn- och Fritidsprogrammet med inriktning på arrangörskap och fritid.
Förut låg gymnasiet under samma tak som Glada Hudikskolan som är en grundskola från förskoleklass till årskurs 9. Under våren 2016 separeras årskurs f-9 från gymnasiet och får skilda lokaler då gymnasiet flyttades ner till Hudiksvalls centrum. 

## Fotnoter
1. ↑  ”Glada Hudikgymnasiets webbplats”. Arkiverad från originalet den 13 maj 2012. https://web.archive.org/web/20120513181725/http://gladahudikgymnasiet.se/information/about/. Läst 16 maj 2012.